# Resia
Resia is een gemeente in de Italiaanse provincie Udine (regio Friuli-Venezia Giulia) en telt 1244 inwoners (31-12-2004). De oppervlakte bedraagt 119,0 km², de bevolkingsdichtheid is 11 inwoners per km².

## Demografie
Resia telt ongeveer 581 huishoudens. Het aantal inwoners daalde in de periode 1991-2001 met 2,5% volgens cijfers uit de tienjaarlijkse volkstellingen van ISTAT.
| Jaar | Inwoneraantal |
| ---- | ------------- |
| 1991 | 1318          |
| 2001 | 1285          |

## Geografie
Resia grenst aan de volgende gemeenten: Caporetto (Kobarid) (SLO), Chiusaforte, Lusevera, Plezzo (Bovec) (SLO), Resiutta, Venzone.